# Sado (Bénin)
Pour les articles homonymes, voir Sado.
Sado est l'un des sept arrondissements de la commune d'Avrankou dans le département de l'Ouémé au Bénin.

## Géographie
L'arrondissement de Sado est situé au sud-est du Bénin et compte 6 villages que sont Danme-tovihoudji, Kate-kliko, Kotan, Sado, Vagnon et Wamon.

## Démographie
Selon le recensement de la population de 2013 conduit par l'Institut national de la statistique et de l'analyse économique (INSAE), Sado compte 7277 habitants .